# 波爾德布拉夫鎮區 (伊利諾伊州亨德森縣)
波爾德布拉夫鎮區（英語：Bald Bluff Township）是位於美國伊利諾伊州亨德森縣的一個行政鎮區。

## 地方資料
根據2010年美國人口普查的數據，波爾德布拉夫鎮區的面積為110.80平方千米，當中陸地面積為108.80平方千米，而水域面積為2.00平方千米。當地共有人口312人，而人口密度為每平方千米2.82人。